# Macrothylacia
Macrothylacia is een geslacht van vlinders uit de familie van de spinners (Lasiocampidae).

## Soorten
- Macrothylacia albicans Cockayne, 1951
- Macrothylacia digramma Meade-Waldo, 1905
- Macrothylacia korbi Grünberg, 1911
- Macrothylacia rubi (Linnaeus, 1758)